# Velika mošeja v Šjanu
Velika mošeja v Šjanu (kitajsko: 西安大清真寺; pinjin: Xī'ān Dà Qīngzhēnsì) je ena največjih predmodernih mošej na Kitajskem.:128 Čeprav je bila mošeja prvič zgrajena leta 742 n. št. v času dinastije Tang, je bila njena sedanja oblika večinoma zgrajena leta 1384 n. št. v času vladavine cesarja Hongvuja iz dinastije Ming, kot je zabeleženo v Zapisnikih občine Šjan (西安府志).
Ta kompleks, ki je aktivno bogoslužje v muslimanski četrti Šjan, je tudi priljubljena turistična točka. Danes ima na petih dvoriščih več kot dvajset stavb in pokriva 1,23 hektarja.

## Zgodovina in uporaba

### Prvotna mošeja v času dinastij Tang in Song
Čangan, kot kozmopolitska prestolnica kitajske dinastije Tang, je imel precejšnje ne-Han trgovske in obrtniške skupnosti, ki so tam živele. Mnogi od njih so se na Kitajsko preselili iz današnje Zahodne Azije. Cesar Šuandzong je okoli leta 742 n. št. (kot Tangmingsi, 唐明寺) odredil, da se v mestu zgradi prostor za čaščenje muslimanske skupnosti. Trdi se, da so približno v istem času gradili mošeje za priseljensko prebivalstvo v Čuandžovu in Guangdžovu. Obstajajo dokazi, da je bila zgodnja mošeja uporabljena v času dinastije Song zaradi prisotnosti cesarske plošče, ki jo je izdala vlada dinastije Song, nameščene v mošeji.
Zaradi propada dinastije Tang in kasneje dinastije Song se večina delov prvotne mošeje, zgrajene v dinastiji Tang, ni ohranila. Mošeja je bila vsaj štirikrat obnovljena, preden je dobila svojo sodobno obliko. Okoli leta 1260 je takrat propadajočo mošejo obnovila vlada Juan kot Huihui Vanšansi (回回万善寺).
Mongolska osvojitev Kitajske je bila priča velikemu priseljevanju muslimanov na Kitajsko. Mongolski vladarji Juana so mnoge preselili, da bi služili kot birokrati in trgovci na Kitajskem. Tuje, pogosto muslimansko prebivalstvo, ki ga je mongolski režim pripeljal na Kitajsko, je bilo v kitajščini znano kot Ljudje z barvnimi očmi (色目人), mnogi od njih pa so izvirali iz nedavno islamiziranih regij, kot sta Kara-Kanid, Šindžjang (Turška naselbina Tarimske kotline) in Perzija. Kljub selitvi in stalni naselitvi na Kitajskem se mnogi muslimanski priseljenci in njihovi potomci niso odpovedali svoji islamski veri niti 'tuji' identiteti. Mnogi od teh novih kitajskih prebivalcev so se poročili z lokalnim prebivalstvom Han, s čimer so oblikovali in utrdili temelje genetsko raznolike etnične populacije Hui na Kitajskem.

### Obnova med dinastijo Ming
Mesto Šjan je bilo po uničenju med propadom dinastije Tang obnovljeno med dinastijo Ming do leta 1378. Obnovo prvotne mošeje v njeno sodobno obliko je podprla cesarska vlada med vladavino cesarja Hongvuja. Mošeja je bila deležna nadaljnjih dozidav med dinastijo Čing, med drugim vhodna vrata mošeje, Paifang in Sebil. Dokazi o uradnem pokroviteljstvu mošeje so v obliki plošč, nameščenih v mošeji. Na primer, plošča z Deklaracijo o obnovi mošeje (敕赐重修清真寺碑) je bila tam postavljena leta 1606 med dinastijo Ming. Drugo ploščo z naslovom Deklaracija o obnovi mošeje(敕修清真寺碑) (敕修清真寺碑) je tja postavila vlada Čing leta 1768.
Veliko se trdi, da se je skupnost Hui sicer večinoma držala svoje verske identitete, a se je nagibala k glavnim kitajskim kulturnim tradicijam Han, ki sta jih spodbujali vladi Ming in kasneje Čing. Vendar pa so se po uporu Dungan (1862–1877), ki se je začel zaradi etničnih in verskih napetosti med muslimani in Han Kitajci, pojavile določene omejitve glede prakticiranja islama. Upor je privedel do nemirov in množičnih pobojev na obeh straneh. Po uporu Dungan je vlada Čing omejila muslimansko svobodo veroizpovedi. Prepovedano je bilo ritualno klanje živali. Prepovedana sta bila gradnja novih mošej in romanje v Meko, čeprav so bile te omejitve odpravljene po strmoglavljenju dinastije Čing. Danes sta Velika mošeja v Šjanu in njena okolica postali središče prebivalstva Hui v Šjanu.
Leta 1956 je vlada Ljudske republike Kitajske mošejo razglasila za zgodovinsko in kulturno območje, zaščiteno na ravni province Šaanši. Vendar pa je bila med kulturno revolucijo, tako kot praktično vsi drugi verski objekti na celinski Kitajski, mošeja začasno zaprta in preurejena v jeklarsko tovarno. Po Mao Cetungovi smrti leta 1976 so se verske dejavnosti nadaljevale, mošeja pa je bila leta 1988 povišana na pomembno zgodovinsko in kulturno območje, zaščiteno na nacionalni ravni. Leta 1997 je bila izbrana za eno od 10 najboljših turističnih znamenitosti v Šjanu.

### Sodobna uporaba
Danes mošejo uporabljajo kot bogoslužni prostor kitajski muslimani, predvsem pripadniki ljudstva Hui. Velika mošeja v Šjanu predstavlja tradicijo sunitskega islama Gedimu (kitajsko: 格迪目, arabsko قديم) s hanafijsko jurisdikcijo, ki je večinska jurisprudenca, ki ji sledi prebivalstvo Hui. Glavna molitvena dvorana Velike mošeje v Šjanu lahko sprejme 1000 ljudi, čeprav se danes tipične petkove maše udeleži približno 100 vernikov. Obiskovalci in turisti lahko plačajo majhno vstopnino za vstop v kompleks ter ogled vrtov in stel, nemuslimanom pa vstop v molitveno dvorano ni dovoljen.
Mošeja, ki stoji danes, ni le verski objekt za muslimane v mestu, temveč tudi kulturna dediščina za vse prebivalce Šjana. Uporablja se za predstavitev etnične in verske raznolikosti, ki jo je mesto imelo v preteklosti.

## Arhitektura
Velika mošeja v Šjanu je primer prilagodljivosti mošejske arhitekture v kontekstu kitajske kulture. Mošeja ima značilnosti, ki jih imajo mošeje po vsem svetu, kot sta kibla in mihrab, vsebuje pa tudi kitajske arhitekturne značilnosti in kulturne simbole.

### Mošeja v kitajskem slogu
Na splošno mošeja, tako kot večina kitajskih mošej, zgrajenih med obdobjema Ming in Čing, združuje tradicionalno kitajsko arhitekturno obliko z islamsko funkcionalnostjo. Čeprav je bila mošeja zgrajena z uporabo tradicionalnih kitajskih oblik, je za razliko od večine stavb, ki sledijo osi sever-jug v skladu s feng šujem (večina kitajskih verskih stavb ima vrata odprta v severni smeri), mošeja usmerjena proti zahodu, v smeri Meke. Kaligrafija v kitajski in perzjsko-arabski pisavi se pojavlja po celotnem kompleksu. Arabska besedila, kot je šahada, so zapisana v sini kaligrafskem slogu, ki je slog arabske kaligrafije, ki uporablja kitajsko-vplivne medije, kot je uporaba kitajskega čopiča s črnilom za pisanje.

### Dvorišče
Mošeja je obzidan kompleks štirih dvorišč, molitvena dvorana je na četrtem in hkrati skrajno zahodnem dvorišču. Prvo in drugo dvorišče sta večinoma tradicionalna kitajska vrtova, medtem ko sta na tretjem in četrtem dvorišču  glavni strukturi mošej. Dvorišča so razdeljena z zidovi in povezana z vrati. Večina arhitekturnih značilnosti dvorišč je bila zgrajena med dinastijo Ming ali po njej. Vendar pa obstajajo artefakti, ki izvirajo iz obdobja pred dinastijo Ming, kot so plošče na vratih drugega dvorišča, ki so bile rezbarije iz dinastije Song (glej sliko zgoraj). Vsako dvorišče vsebuje osrednji spomenik, kot so vrata in je obdano z zelenjem in pomožnimi stavbami.
Paifang (牌坊) uokvirja vsa dvorišča. To so cesarsko naročeni oboki, ki spominjajo na tiste, ki so prispevali k državi. Nekateri učenjaki trdijo, da število paifangov na dvorišču nakazuje, da so muslimansko skupnost Hui obravnavali kot enakopravne državljane, enako kot državljane Han. Na prvem dvorišču so na primer monumentalna vrata dinastije Čing, na četrtem dvorišču pa je paviljon Feniks, šesterokotni paviljon. Stene po celotnem kompleksu so izrezljane z rastlinskimi in predmetnimi motivi ter napisi v kitajščini in arabščini. Kamnite stele beležijo popravila mošeje in vsebujejo kaligrafska dela. Na drugem dvorišču dve steli prikazujeta besedila, ki spodbujajo etnično harmonijo (na primer, kot je prikazano na zgornji sliki, ena od stel črpa iz pomembnih povezav med islamsko vero in taoizmom), ena od njiju pa naj bi vsebovala pisave kaligrafa Mi Fuja iz dinastije Song.
Šengšinlou (省心楼) ali Stolp preučevanja srca je tristopenjska osmerokotna pagoda na tretjem dvorišču. Struktura vsebuje številne stele, ki izvirajo že iz dinastije Tang. Prisotnost teh, pogosto velikih, stel je bila uporabljena za podporo ustanovitvi mošeje v času dinastije Tang. Kljub uporabi tega kompleksa kot mošeje je Velika mošeja v Šjanu znana po tem, da nima minareta. Vendar pa nekateri znanstveniki, kot je dr. Nancy Steinhardt z Univerze v Pensilvaniji, domnevajo, da je stolp Šingšin prvotno služil kot minaret mošeje, ki je bil prej uporabljen za klic k molitvi. To dvorišče je namenjeno obiskovalcem, ki se udeležujejo molitvenih obredov. Danes se na tretjem dvorišču odvijajo številne dnevne dejavnosti mošejske skupnosti. Tu so na primer osrednja kuhinja mošeje, pisarna stanovanjskega imama in drugi vladni upravni oddelki.
Četrto dvorišče ima večjo molitveno dvorano, ki lahko sprejme več kot tisoč ljudi.

### Molitvena dvorana
Domneva se, da je bila molitvena dvorana zgrajena v času dinastije Ming, čeprav so bile v obdobju dinastije Čing izvedene pomembne rekonstrukcije. Ta argument podpirajo številni leseni stebri v molitveni dvorani, saj so leseni stebri starejši od opečnih stebrov, ki so bili značilni za stavbe dinastije Čing. Molitvena dvorana je monumentalna lesena stavba s turkizno štirikapno streho, poslikanimi dougong (lesenimi nosilci), šeststebrnim portikom in petimi vrati. V nasprotju z večino mošej v mnogih državah z muslimansko večino molitvena dvorana nima kupolastega stropa, temveč tradicionalni kitajski, koničasti strop, prekrit s keramičnimi dekorativnimi ploščicami. Medtem je molitvena dvorana okrašena s podobami rastlin in cvetja, kar kaže na to, da je dekorativni program še vedno sledil islamski tradiciji, ki prepoveduje antropomorfne podobe. Strop je dvignjen na veliki kamniti ploščadi, obloženi z lesenimi balustradami. Prostorna molitvena dvorana je sestavljena iz treh povezanih stavb, postavljenih ena za drugo. V najbolj oddaljenem delu molitvene dvorane stoji zadnja stena kible, ki ima lesene rezbarije cvetličnih in kaligrafskih vzorcev.

## Galerija
- Preučevanje Srčnega stolpa na tretjem dvorišču
- Wahbi Al-Haririsova grafitna risba Velike mošeje v Šjanu
- Paviljon Feniks na četrtem dvorišču
- Pogled proti molilni dvorani Velike mošeje v Šjanu na četrtem dvorišču
- Vhod v molilno dvorano
- Glavna molilnica
- Kaligrafija na plošči v Veliki mošeji v Šjanu
- Drugo dvorišče velike mošeje